# Vito Hammershøj Mistrati
Vito Hammershøj Mistrati (Copenaghen, 15 giugno 1992) è un calciatore danese, centrocampista del B.93.

## Biografia
Nasce a Copenaghen ma ha origini italiane.

## Caratteristiche tecniche
Interno di centrocampo, bravo a svolgere entrambe le fasi gioco.

## Carriera
Muove i suoi primi passi nelle giovanili del KB. Il 20 giugno 2007 viene tesserato dal Midtjylland, che lo aggrega al proprio settore giovanile. Il 24 luglio 2014 firma un contratto annuale con il Lyngby. Il 6 luglio 2019 passa al Randers in cambio di 225.000 euro, firmando un accordo valido per quattro stagioni. Nel 2022 viene nominato capitano della squadra dopo la cessione di Erik Marxen al Nordsjælland.
L'8 giugno 2022 passa a titolo definitivo al CFR Cluj, dove però rimane solo pochi mesi in quanto nel gennaio 2023 passa a titolo definitivo agli svedesi dell'IFK Norrköping allenati quell'anno dal suo connazionale Glen Riddersholm. Nel secondo anno, il nuovo tecnico Andreas Alm lo utilizza in 9 partite da titolare e in 12 da subentrante. La sua permanenza in biancoblù dura un biennio, in quanto lascia il club con un anno di anticipo rispetto alla scadenza contrattuale passando nel gennaio 2025 nella seconda serie danese al B.93.

## Statistiche

### Presenze e reti nei club
Statistiche aggiornate al 28 gennaio 2023.
| Stagione        | Squadra         | Campionato      | Campionato | Campionato | Coppe nazionali | Coppe nazionali | Coppe nazionali | Coppe continentali | Coppe continentali | Coppe continentali | Altre coppe | Altre coppe | Altre coppe | Totale | Totale |
| Stagione        | Squadra         | Comp            | Pres       | Reti       | Comp            | Pres            | Reti            | Comp               | Pres               | Reti               | Comp        | Pres        | Reti        | Pres   | Reti   |
| --------------- | --------------- | --------------- | ---------- | ---------- | --------------- | --------------- | --------------- | ------------------ | ------------------ | ------------------ | ----------- | ----------- | ----------- | ------ | ------ |
| 2017-2018       | Hobro           | SL              | 24+8       | 0          | CD              | 2               | 0               | -                  | -                  | -                  | -           | -           | -           | 34     | 0      |
| 2018-2019       | Hobro           | SL              | 25+10      | 2+3        | CD              | 3               | 2               | -                  | -                  | -                  | -           | -           | -           | 38     | 7      |
| Totale Hobro    | Totale Hobro    | Totale Hobro    | 49+18      | 2+3        |                 | 5               | 2               |                    | -                  | -                  |             | -           | -           | 72     | 7      |
| 2019-2020       | Randers         | SL              | 25+8       | 3+5        | CD              | 4               | 1               | -                  | -                  | -                  | -           | -           | -           | 37     | 9      |
| 2020-2021       | Randers         | SL              | 21+9       | 4+5        | CD              | 8               | 1               | -                  | -                  | -                  | -           | -           | -           | 38     | 10     |
| 2021-2022       | Randers         | SL              | 21+10      | 5+2        | CD              | 4               | 1               | UEL+UECL           | 2+8                | 0+2                | -           | -           | -           | 45     | 10     |
| Totale Randers  | Totale Randers  | Totale Randers  | 67+27      | 12+12      |                 | 16              | 3               |                    | 10                 | 2                  |             | -           | -           | 120    | 29     |
| 2022-gen. 2023  | CFR Cluj        | L1              | 5          | 1          | CR              | 2               | 0               | UCL+UECL           | 1+2                | 0                  | SR          | 0           | 0           | 10     | 1      |
| 2023            | IFK Norrköping  | A               | 0          | 0          | CS              | 0               | 0               | -                  | -                  | -                  | -           | -           | -           | 0      | 0      |
| Totale carriera | Totale carriera | Totale carriera | 166        | 30         |                 | 23              | 5               |                    | 13                 | 2                  |             | 0           | 0           | 202    | 37     |

## Palmarès

### Club

#### Competizioni nazionali
- Coppa di Danimarca: 1

Randers: 2020-2021